# Manfredo Manfredi
Manfredo Manfredi (Plasencia, 16 de abril de 1859 - Plasencia,13 de octubre de 1927) fue un arquitecto italiano.
En 1880, Manfredi comenzó sus estudios en la Accademia di Belle Arti di Roma (en español: "Academia de Bellas Artes de Roma"). En 1884 quedó segundo en el concurso de arquitectura para el monumento que hoy se conoce como Altar de la Patria, en honor de Víctor Manuel II. Cuando el arquitecto ganador, Giuseppe Sacconi, falleció en 1905, Manfredi, Gaetano Koch y Pio Piacentini fueron designados para supervisar la finalización del monumento. En Brasil, se dio a conocer por idealizar el Monumento a la Independencia de Brasil, junto con su compatriota Ettore Ximenes.
Manfredi ayudó a fundar la Scuola Superiore di Architettura de Roma y fue su director de 1908 a 1920. También se dedicó a la política, siendo elegido diputado del parlamento italiano entre 1909 y 1919.